# ای‌سی‌ای (هنرهای رزمی ترکیبی)
ای سی ای (ACA) که مخفف عبارت (انگلیسی: Absolute Championship Akhmat) است یک سازمان برگزاری مسابقات هنرهای رزمی ترکیبی، کیک‌بوکسینگ و جوجیتسو برزیلی است که در سال ۲۰۱۲ تأسیس شده و مقر آن در گروزنی در چچن قرار دارد. این سازمان همچنین با نام ACB برگرفته از Absolute Championship Berkut شناخته می‌شود یک سازمان پیشتاز در این عرصه در اروپا است. امیر علی‌اکبری سابقه مبارزه در این لیگ را در کارنامه دارد.